# Šljivova
Šljivova (en serbe cyrillique : Шљивова) est un village de Serbie situé dans la municipalité de Krupanj, district de Mačva. Au recensement de 2011, il comptait 706 habitants.

## Démographie
| 1948  | 1953  | 1961  | 1971  | 1981  | 1991 | 2002 | 2011 |
| ----- | ----- | ----- | ----- | ----- | ---- | ---- | ---- |
| 1 280 | 1 316 | 1 248 | 1 146 | 1 029 | 893  | 849  | 706  |

|  |